# Лесковец при Кршкем
Лесковец при Кршкем (словен. Leskovec pri Krškem) је насељено место у општини Кршко, Посавска регија, Словенија.

## Историја
До територијалне реорганизације у Словенији био је у саставу старе општине Кршко.

## Становништво
У попису становништва из 2011. године, Лесковец при Кршкем је имао 1.021 становника.
| Број становника према пописима | Број становника према пописима | Број становника према пописима |
| ------------------------------ | ------------------------------ | ------------------------------ |
| 1991                           | 2002                           | 2011                           |
| 948                            | 1.000                          | 1.021                          |

Напомена: До 1953. исказивано под именом Лесковец. Године 1952. повећано за насеље Бели Брег, које је укинуто. Године 1964. умањено за део насеља који је припојен насељу Кршко.

## Галерија
- римокатоличка црква "Жалостна Матер Божја"
- римокатоличка црква "Св. Ана"
- Ауершпергов маузолеј
- далеководи